# Urszula Samotyja
Urszula Samotyja – polska ekonomistka, dr hab. nauk ekonomicznych. Profesor nadzwyczajny Katedry Towaroznawstwa Żywności Wydziału Towaroznawstwa Uniwersytetu Ekonomicznego w Poznaniu.

## Życiorys
W 2000 ukończyła studia w zakresie towaroznawstwa w Akademii Ekonomicznej w Poznaniu. 18 listopada 2005 uzyskała doktorat dzięki pracy Aktywność naturalnych przeciwutleniaczy w wybranych substratach tłuszczowych, a 17 marca 2017 habilitowała się na podstawie oceny dorobku naukowego i pracy zatytułowanej Znaczenie badań nad trwałością żywności w aspekcie zapewnienia jej jakości i bezpieczeństwa konsumenta. Pełni funkcję profesora nadzwyczajnego Katedry Towaroznawstwa Żywności na Wydziale Towaroznawstwa Uniwersytetu Ekonomicznego w Poznaniu.

## Wybrane publikacje
- 2002: Skład frakcji wolnych fenolokwasów w piwie[1]
- 2005: Przeciwutleniające właściwości handlowych ekstraktów z rozmarynu[1]
- 2015: Direct measurement of antiradical capacity of oilseed cakes by DPPH assay using the QUENCHER approach[1]
- 2017: Znakowanie żywności. Drzewo decyzyjne narzędzie wspomagające proces decyzyjny[1]
- 2018: Effect of long-term storage on antioxidant activity of walnut cake[1]
- 2018: Kształtowanie jakości żywności. Wybrane zagadnienia red. Maria Małecka i Urszula Samotyja[1]